# Mistrzostwa Polski w Łyżwiarstwie Szybkim w Wieloboju Sprinterskim 1985
4. Mistrzostwa Polski w wieloboju sprinterskim odbyły się w dniach 2-3 marca 1985 roku na torze Pilica w Tomaszowie Mazowieckim.

## Kobiety
| Pozycja | Zawodniczka       | Klub              | 500 m | Pkt. | 1000 m | Pkt. | 500 m | Pkt. | 1000 m | Pkt. | Suma pkt. |
| ------- | ----------------- | ----------------- | ----- | ---- | ------ | ---- | ----- | ---- | ------ | ---- | --------- |
| 01 !    | Erwina Ryś-Ferens | Marymont Warszawa |       |      |        |      |       |      |        |      | 176,245   |
| 02 !    | Lilianna Morawiec | Zagłębie Lubin    |       |      |        |      |       |      |        |      | 181,025   |
| 03 !    | Zofia Tokarczyk   | SZS AZS Zakopane  |       |      |        |      |       |      |        |      | 181,180   |

## Mężczyźni
| Pozycja | Zawodnik          | Klub             | 500 m | Pkt. | 1000 m | Pkt. | 500 m | Pkt. | 1000 m | Pkt. | Suma pkt. |
| ------- | ----------------- | ---------------- | ----- | ---- | ------ | ---- | ----- | ---- | ------ | ---- | --------- |
| 01 !    | Ryszard Rzadki    | SZS AZS Zakopane |       |      |        |      |       |      |        |      | 161,005   |
| 02 !    | Dariusz Jezierski | Stegny Warszawa  |       |      |        |      |       |      |        |      | 162,550   |
| 03 !    | Grzegorz Baran    | Stegny Warszawa  |       |      |        |      |       |      |        |      | 167,090   |